# Magistrados de Bruselas

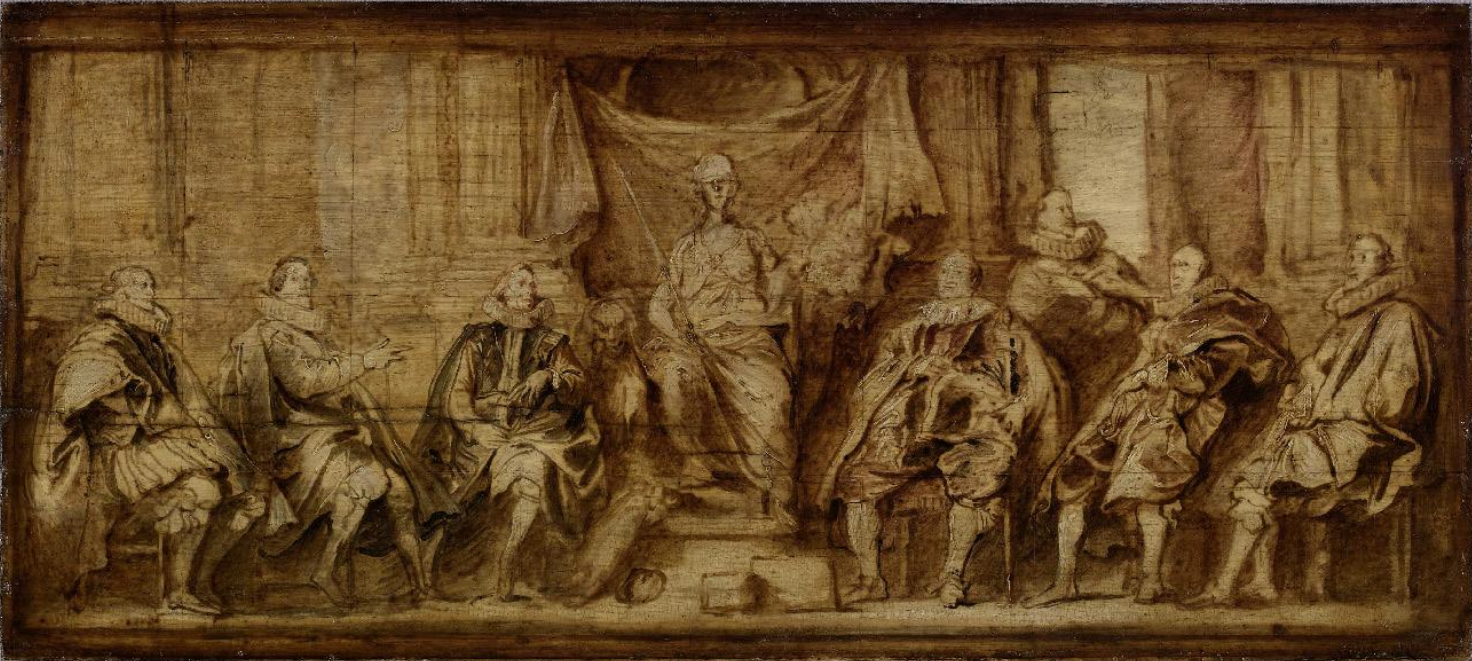
Los concejales de Bruselas alrededor de la estatua de la justicia, boceto en grisalla para la obra perdida, conservado en la Escuela de Bellas Artes (París)

Magistrados de Bruselas fue una pintura al óleo de Anton van Dyck de 1634-35. Fue destruida en el bombardeo francés de Bruselas de 1695. Su composición se conoce a partir de un boceto en grisalla conservado en la Escuela de Bellas Artes de París (Los concejales de Bruselas alrededor de la estatua de la justicia), que van Dyck preparó para mostrar cómo planeaba diseñar el trabajo, que consistía en un retrato colectivo.  
Van Dyck recibió 2.400 florines por la pintura en 1628, destinada al Ayuntamiento de Bruselas. Fue pintada en un período en el que van Dyck había regresado a los Países Bajos. El trabajo se completó en 1634-35 e incluyó retratos de siete magistrados del consejo, situados alrededor de una estatua representando a la Justicia.  
Se sabe que existen al menos cuatro bocetos de cabezas de magistrados para el cuadro, cada uno con un fondo rosado distintivo. Dos están en el Museo Ashmolean de Oxford. Un tercero estaba en la colección del Museo de Arte de San Luis de 1952 a 2010, y luego se vendió a un coleccionista privado. Un cuarto fue redescubierto en Inglaterra en 2013. Otra obra, conservada en la Royal Collection británica, puede pertenecer también a la misma serie.

## Galería
La galería incluida a continuación muestra cuatro de los cinco bocetos conocidos de van Dick para la realización del retrato colectivo, siendo el conservado en la Royal Collection una hipótesis a confirmar:

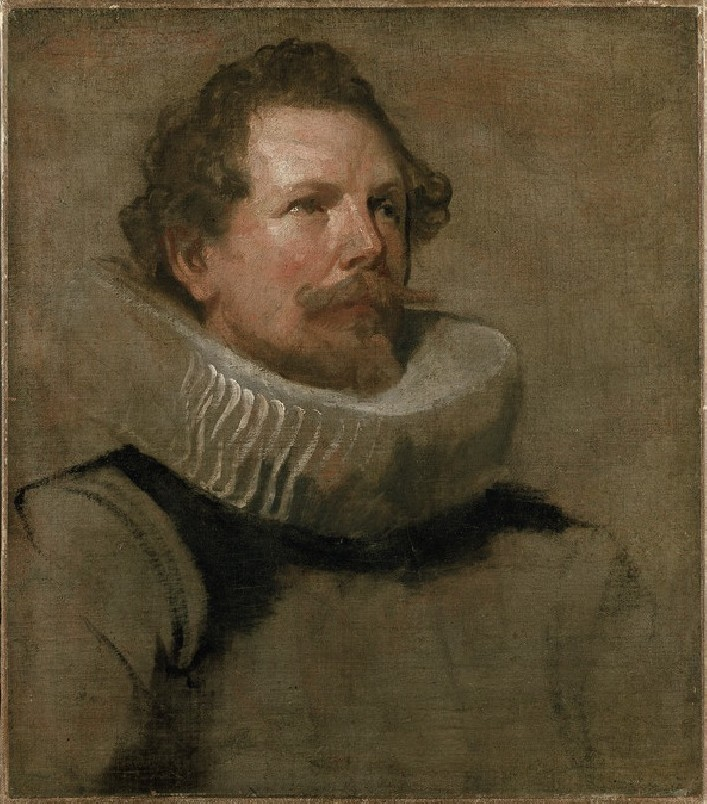
Boceto para la obra hacia 1628, Museo Ashmolean
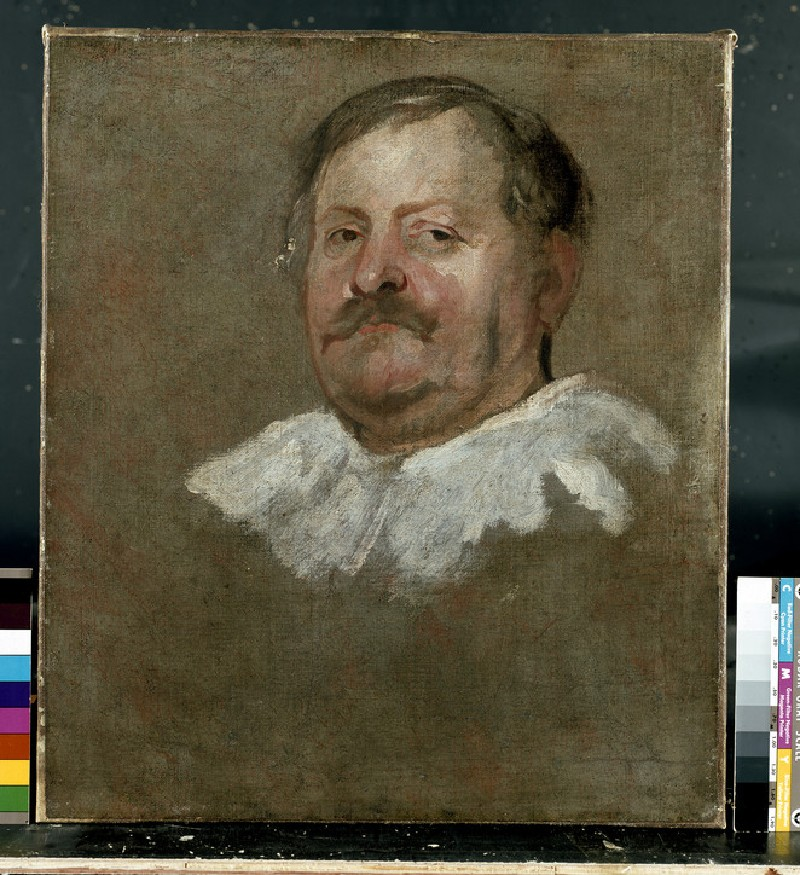
Boceto para la obra hacia 1628, Museo Ashmolean
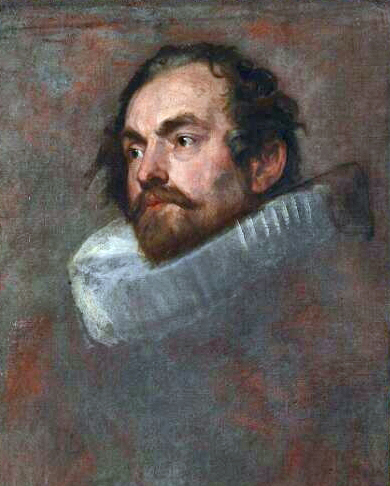
Boceto para la obra antes de 1634, colección privada
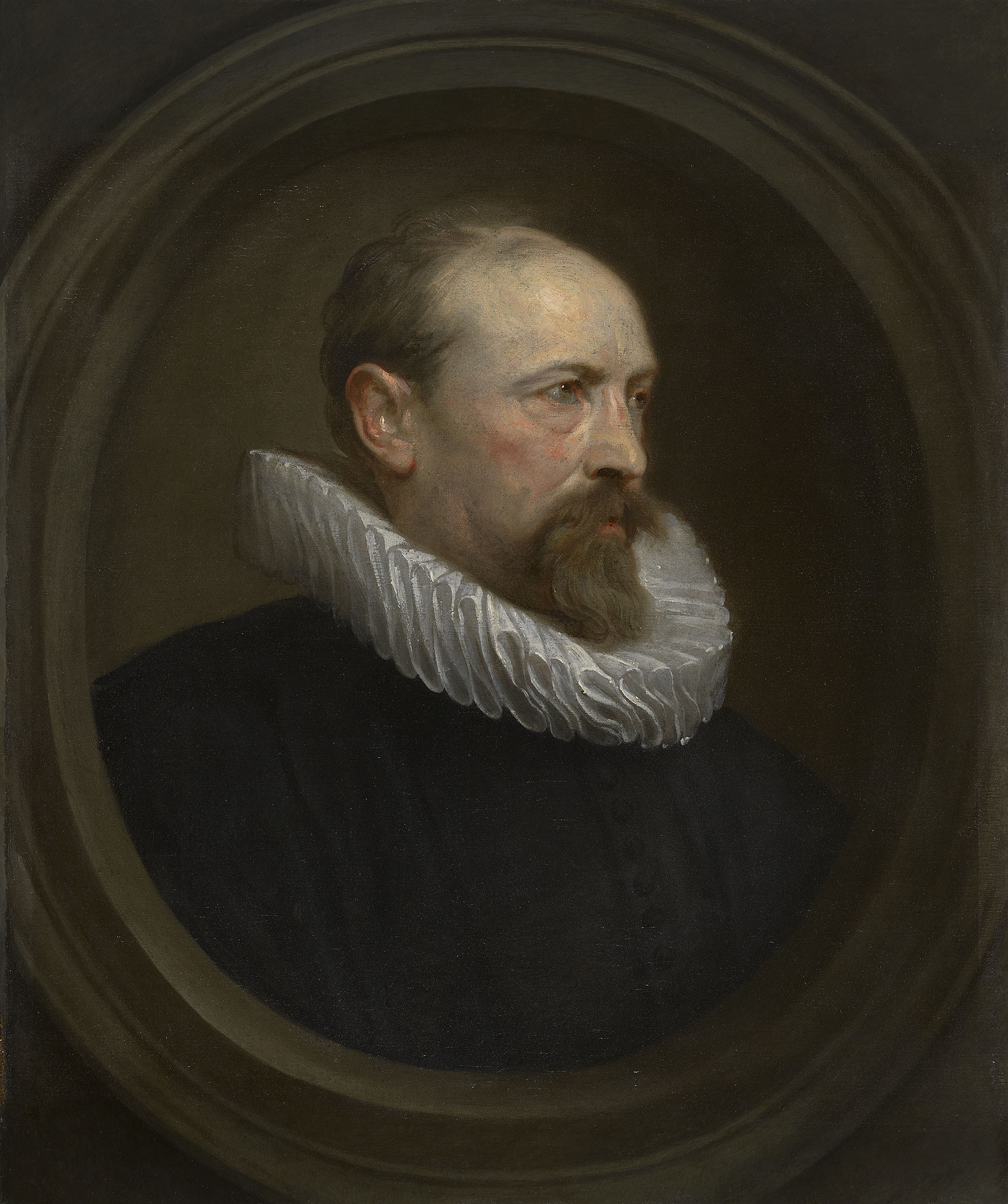
Posible boceto para la obra, hacia 1630 Royal Collection